# Étoile d'Italie

Emblème de la République italienne

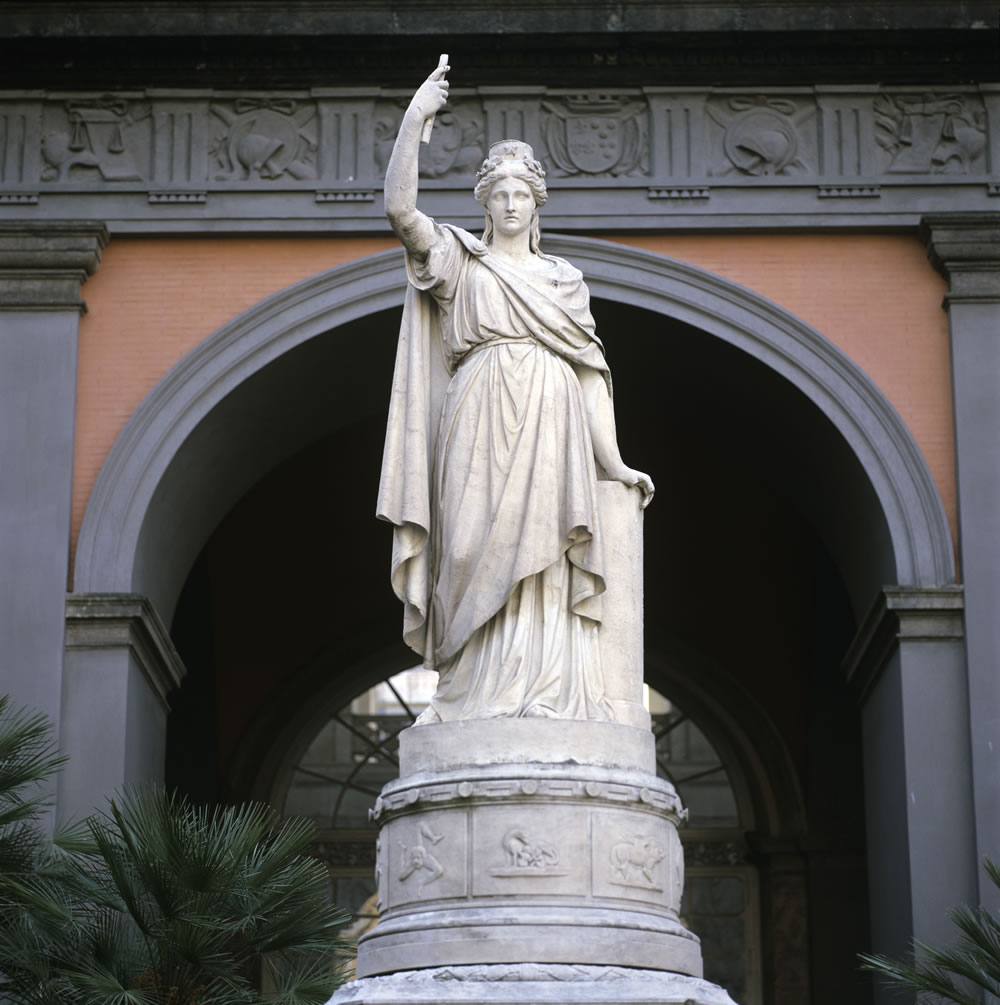
Francesco Liberti, L’Italie avec la couronne de tours et l’étoile, 1861, statue de marbre, Palazzo Reale, Naples (photo Giovanni Lista).

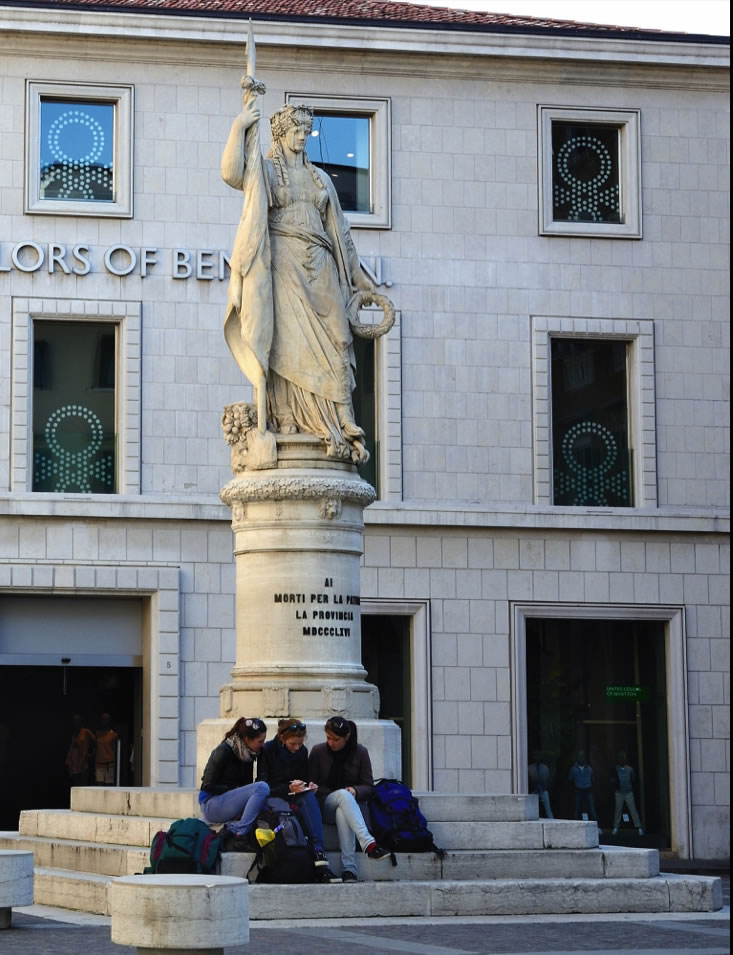
Luigi Borro, L’Italie couronnée de tours, monuments aux morts pour la patrie, 1866, Trévise.

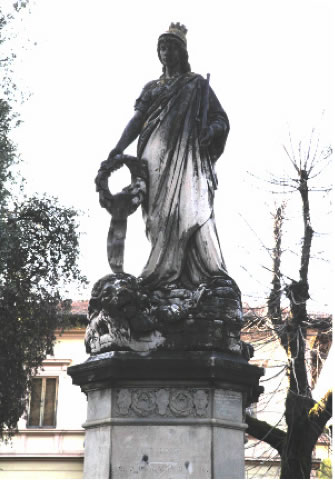
Tito Sarrocchi, L’Italie couronnée de tours, monument civique à l’indépendance italienne, vers 1870, Sienne.

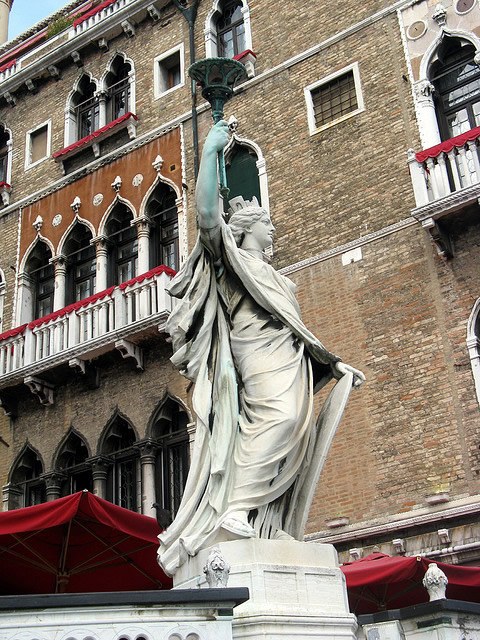
Carlo Lorenzetti, L’Italie couronnée de tours, 1898 environ, terrasse de l’Hôtel Bauer-Grunwald, Venise.

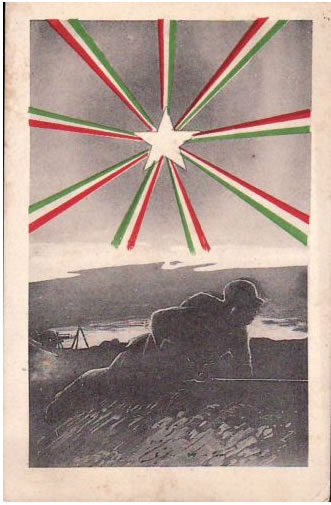
Le Stellone (grande étoile) d’Italie, qui protège le soldat dans les tranchées, sur une carte postale de la Première Guerre mondiale, 1915-1918.

L'Étoile d’Italie (en italien, Stella d’Italia) est le symbole le plus ancien de l’identité de l’Italie en tant qu'espace géographique. Dans la période contemporaine, il est associé à la personnification allégorique de la péninsule italienne comme peuple et nation : une femme couronnée de tours. 

## Les origines
La mythologie de l’Étoile d’Italie date du VIe siècle av. J.-C., quand le poète sicéliote Stésichore, dans son poème Ilioupersis (Chute de Troie), crée la légende d’Énée qui, fuyant la ville de Troie prise et brûlée par les Grecs, décide de retourner en Italie, la terre de ses ancêtres. Le récit du voyage d’Énée, guidé en mer vers les côtes italiennes par son étoile maternelle, l’étoile de Vénus, est ensuite repris par Varron et par Virgile, donnant naissance à une double tradition : la tradition politique du Caesaris Astrum, l’astre de Jules César descendant de la déesse Vénus considérée comme l’ancêtre et la protectrice de la Gens Julia, et la tradition toponyme et littéraire de l’Italie appelée Hespérie d’après Hespéros, l’étoile du soir, selon l’ancien nom géographique que lui ont donné les Grecs. Les deux traditions, qui ont traversé les siècles, se réfèrent de fait à la Stella Veneris. Celle-ci est à la fois l’étoile du soir, qui permet d’identifier l’Italie comme « le pays du soleil couchant », mais aussi l’étoile de la déesse de l’amour en tant que force universelle, ce qui fait de l’Italie la terre de l’Eros, chantée comme telle par les poètes. En français c'est l'étoile du berger.

## L’Italie couronnée de tours
L’image allégorique de l’Italie couronnée de tours est née quelques siècles plus tard. La première image allégorique de l’Italie, une tête de femme couronnée de lauriers, apparaît sur les pièces frappées au cours de la Guerre Sociale qui oppose, de 91 à 88 av. J.-C., Rome aux peuples du centre de la péninsule italienne. Sous l’empereur Auguste, une représentation allégorique de l’Italie comme Saturnia Tellus est sculptée en marbre, sur un mur extérieur de l’Ara Pacis, érigée de 13 à 9 apr. J.-C., à Rome. Une autre allégorie de l’Italie apparaît sur les monnaies frappées sous l’empereur Nerva en 97 apr. J.-C. La représentation d’une femme couronnée de tours est, quant à elle, proposée sous l’empereur Trajan, dans un bas-relief sculpté sur l’Arc de Trajan, érigé à Bénévent en 114 apr. J.-C., puis dans le premier des deux célèbres Plutei, les parapets sculptés appelés anaglypha, quatre ans plus tard. Par la suite, à partir de 130 ap. J.-C., sous les empereurs Hadrien, Antonin le Pieux, Marc Aurèle, Commode, Septime Sévère et Caracalla, les pièces de monnaie romaines reproduisent cette représentation allégorique de l'Italie, une femme couronnée de tours qui, parfois, porte également une corne d’abondance. Appelée Corona muralis, la couronne ornée de tours est le symbole de la Civitas romana, l’allégorie indiquant ainsi la souveraineté de la péninsule italienne en tant que terre des villes libres et des citoyens romains qui ont obtenu le privilège de leur droit propre: le Ius Italicum. 
Cette construction mythographique de l’Italie se développe à nouveau, avec la même bipolarité, après le Moyen Âge. En 1490, Ludovic le More fait peindre une Italie couronnée de tours sur un médaillon, dans la Place Ducale de Vigevano. Le Caesaris Astrum réapparaît en 1574, sur la couverture du livre Historiarum de Regno Italiae de l’historien Carlo Sigonio. Il n’est pas certain, en revanche, que l’on puisse proposer l’identification symbolique de l’étoile d’Italie dans le précieux bijou tricolore en forme d’étoile, orné de pierres précieuses (émeraudes vertes, perles blanches et rubis rouges), qui est conservé au Musée de Castelvecchio à Vérone, et qui date du XIVe siècle. Il aurait été offert au condottiere Cangrande della Scala, le seigneur de Vérone que Dante considérait comme le nouveau Jules César pouvant réaliser l’unité politique de l’Italie.

## L’Italie avec une couronne de tours surmontée d’une étoile
En 1603, dans la deuxième édition de son célèbre traité Iconologie, Cesare Ripa combine les deux symboles, créant ainsi la version moderne de la personnification allégorique de l’Italie : une femme qui porte une couronne de tours surmontée d’une étoile, donc pourvue de la Corona muralis et de la Stella Veneris. Le traité de Ripa inspire de nombreux artistes italiens, tels que Antonio Canova, Bisson, Cesare Maccari, Giacomo Balla, Mario Sironi, jusqu’aux premières décennies du XXe siècle. L’image allégorique de l’Italie avec la couronne de tours et l’étoile devient populaire lors du Risorgimento et se propage à travers une iconographie multiple : des statues, des frises et des objets décoratifs, des couvertures de guides touristiques, des cartes postales, des estampes et des illustrations des journaux. 
La mythologie de l’Étoile d’Italie, tout autant que la personnification allégorique montrant une femme couronnée de tours ont nourri une tradition littéraire, poétique et artistique qui s’est transmise à travers les siècles. Au cours du Risorgimento, évoquant le voyage en mer d’Énée vers les côtes italiennes, Giuseppe Mazzini fait une fois de plus allusion à l’étoile de la nation italienne. Le symbole est ensuite repris par Cavour et par Victor-Emmanuel II, le premier roi d’Italie. La famille royale de Savoie tente aussi de s’approprier le symbole, suggérant qu’il s’agit en fait de la Stella Sabauda, l’étoile de Savoie, un thème héraldique de la famille, mais pour lequel il n’existe aucune documentation historique antérieure à l’unification de l’Italie.

## La valeur symbolique du «Stellone»
La signification éthique et idéale de l’Étoile d’Italie correspond, jusqu’à l’époque du Risorgimento, à la devise de Léonard de Vinci : « Qui se fixe sur une étoile ne se retourne pas ». Après l’ unification de l’Italie, la présence d’énormes étoiles symboliques décorant la tribune d’honneur des cérémonies officielles qui sont présidées par le roi Victor-Emmanuel II, induit de plus en plus les Italiens à parler, de manière affective, du « Stellone » (la grande étoile) qui protège l’Italie. Dans les années qui suivent la Première Guerre mondiale, entre 1919 et 1924, commence ainsi à s’imposer une autre signification de l’Étoile d’Italie, un astre providentiel qui assiste et protège la nation italienne. Cette interprétation du « Stellone » perdure jusqu’à aujourd’hui. L’idée d’un corps céleste qui veille au salut des Italiens et au destin de l’Italie elle-même a été maintes fois contestée, notamment par Antonio Gramsci. Cependant, en 1947, l’Étoile d’Italie a été insérée au centre de l’emblème officiel de la République Italienne conçu par le graphiste Paolo Paschetto. Une tradition vieille de vingt-six siècles, ayant nourri, entre autres, l'important filon de la poésie cosmique latine et italienne, de Cicéron à Giacomo Leopardi, a ainsi été légitimée par la nouvelle Italie.